# 阿弥 (法号)
阿弥（あみ）は、時宗の開祖一遍が説いた阿弥陀仏の教えを信仰する男性信徒が授かる法名、「阿弥陀仏（阿彌陀佛）号」の略称である。日本の南北朝、室町期以降に、僧侶という宗教家としての側面をもちつつ、芸術家として生涯を過ごした阿弥（阿見）は多い。阿弥は、後世の日本文化に大きな影響を与えた存在である。

## 阿弥の由来
阿弥とは、阿弥陀仏を信仰する人々が用いた法名の一つであり、正式には阿弥陀仏（阿彌陀佛）号という。
阿弥陀仏を信仰する人々は、正式な阿弥陀仏以外に、略称として、阿弥や阿という法号を使う。たとえば、他阿弥陀仏が正式な表記であれば、他阿弥、他阿などのように、略して表記する。阿弥号は、浄土教が広まった平安時代の後半から始まるが、鎌倉時代に入ると、時宗の衆徒（時衆と呼ばれる）が阿弥号を称するようになる。

## 宗教者としての阿弥
開祖の一遍は、自らの遊行に同行する人を時衆と呼び、男性には阿弥の法名を附した。阿弥号は男性に限られ、女性は「一房」号ないし「仏房」号を称した。
時衆が増えてくるにつれて、全員が一遍とともに遊行できるわけではないため、一遍とともに遊行する少数の「道時衆」と、出家はするが、日常生活の中で在俗の修行をする大多数の「俗時衆」という区別が生まれた。なお、喜捨を通じて縁を結んだ結縁衆もいた。一遍は、寺院や堂舎を持たなかったことから、時衆には、世俗で生活をしながら修行することを大事にする性格を持つこととなった。

### 鎌倉・南北朝期の阿弥
開祖の一遍が、熊野本宮大社をはじめ、多くの神社に参詣し、本地垂迹説をふまえて念仏を説いたことから、時衆となる武士が急増した。御成敗式目でも見られるように、当時の鎌倉幕府は神道を重視していたことから、鎌倉幕府と主従関係を持つ武士にとって、他の念仏宗派より抵抗感が少なかった。
また、一遍は、合掌よりも名号を優先すると教えており、戦場で合掌できずに戦死する可能性がある武士にとって受け入れやすかった。
さらに、鎌倉時代の末期に、戦争に直接関わる僧として「従軍時衆」が登場する。従軍時衆は、戦陣に同行し、戦死した者に丁寧に念仏を唱え、菩提を弔ったのである。いくさによる犠牲を避けて通れない武士にとって、時衆は欠かせない存在であった。
たとえば、『楠木合戦注文』という合戦日記によると、鎌倉幕府が楠木正成軍を河内千早城に攻めた時には、これに従った時衆は200人いたといわれる。また、足利義満が山名氏清を討った明徳の乱では、最後まで従軍した時衆が残された家族に主君の最期を伝えたという記録（「明徳記」）もある。
一方、「太平記」には、ばさら大名として有名な佐々木道誉が中心になって、在京大名が寄り合った時に“トモニツレタル遁世者”が田楽・猿楽・白拍子などを楽しみ、“道々ノ上手共”と呼ばれたという記述があるが、この“トモニツレタル遁世者”が阿弥のことだと考えられる。これは、戦争は常にあったわけではないので、従軍時衆が、主君から文芸や芸能を求められることがあり、従軍時衆の中から、“道々ノ上手共”が現れたと考えられる。実際に、応永七年（1400年）に、信濃守護に任命された小笠原長秀が同国に入部する折に、それを阻止しようとする国人衆と大塔合戦が起こったが、長秀の軍の中に、頓阿弥という遁世者がおり、連歌、早歌、舞に優れた多芸多能の人物だったという記述（『大塔軍記』）がある。

## 芸術家としての阿弥
室町時代には、能楽を大成した世阿弥や、能阿弥や芸阿弥、立阿弥のように、多くの文化人が阿弥号を称するようになる。彼らは、武家の棟梁である将軍に近侍して同朋衆と呼ばれた。彼らは、側近としての雑事だけでなく、唐物の目利きや座敷飾り、立花や茶の湯にも携わり、室町時代の武家文化を特徴づける大きな役割を果たした。

### 室町前期（北山）の阿弥
室町期に入ると、たくさんの阿弥が輩出する。室町前期には、将軍に近侍して、連歌や茶・花・猿楽などに携わる阿弥が登場する。その代表格が、足利義満の寵を受けた観阿弥、世阿弥である。

### 室町後期（東山）の阿弥
足利義政のころから、室町将軍家に仕え、殿中雑務に奉仕する阿弥号を持つ同朋衆が増えてくる。同朋衆の代表が、能阿弥、芸阿弥、相阿弥の三阿弥である。三阿弥はいずれも足利義政につかえて、唐物奉行として、唐絵や唐物の目利きや評価、保管を行い、それらを使って殿中の座敷飾りにあたっている。この座敷飾りが床の間という形で現在まで引き継がれている。さらに自身で画では「国工」と呼ばれ、連歌もよくして連歌会には「宗匠」として臨み、後世に「数寄の宗匠」と称されるほどとなった。

### 安土・桃山、江戸期の阿弥
その後、織田信長の同朋衆には針阿弥、豊臣秀吉には友阿弥がおり、江戸幕府にも同朋衆が置かれて、阿弥号を称する人物は多く存在したが、室町時代ほどの役割を果たすことはなかった。

## 阿弥の衣服
時衆は、植物性の繊維を錘具で編んだ編布を使った固有の衣服を用いた。「阿弥衣」という。
一遍が修行中に藤の編布を着用して霊験をえたことから自らの法衣としたことが起源とされる。藤の衣は、古代から清貧の象徴であり、神仙の術を得る修行に必須の衣服とされていたことが「日本霊異記」や「今昔物語集」などで伝えられている。なお、織布の技術が発展していた中世には、編布は河原者など最下層の人々の衣料となっていた。
一遍が一般的な法衣である袈裟を用いず、最下層民が使っていた編布を使った衣服を使ったことは、当時の仏教界に対する批判の意味もあった。

## 主な阿弥（阿見）
- 観阿弥 – 田楽。観世流。
- 世阿弥 – 田楽。観世流。
- 音阿弥 – 田楽。観世流。観阿弥の孫で、世阿弥の甥。
- 増阿弥 – 足利義持の後援を受けて活躍した田楽能の名手。
- 能阿弥 - 東山御物を選定した、足利義政のおかかえ芸術家。座敷飾りを始めた。
- 芸阿弥 - 能阿弥の子。連歌に長じ、水墨画家としても有名。「君台観左右帳記」を編集。
- 相阿弥 - 能阿弥の孫。「君台観左右帳記」を編集。
- 善阿弥 - 足利義政に仕えた作庭家。
- 立阿弥 – 立花。足利義教、義勝、義政の同朋衆。
- 千阿弥 – 茶の湯。
- 本阿弥光悦 - 「寛永の三筆」の一人に位置づけられる書家であり、陶芸、漆芸、出版、茶の湯などにも携わった万能の芸術家として知られる。